# Hypnoidus gibbus
Hypnoidus gibbus is een keversoort uit de familie kniptorren (Elateridae). De wetenschappelijke naam van de soort is voor het eerst geldig gepubliceerd in 1847 door Gebler.